# Abeuradors de les Oluges
Els Abeuradors de les Oluges és una obra de les Oluges (Segarra) inclosa a l'Inventari del Patrimoni Arquitectònic de Catalunya.

## Descripció
Es tracta dels antics abeuradors pels animals destinats a úsos agrícoles. Estàn situats a la plaça Major, al costat del castell de l'Oluja Baixa, que en els seus orígens podrien formar part de les caballerisses del castell. S'hi accedeix mitjançant un arc de mig punt adovellat, integrat a l'estructura urbana de la plaça. Al seu interior, trobem un banc corredís al mur dret i al fons hi trobem els abeuradors construïts amb lloses de pedra d'una sola peça i situats sota un arc de mig punt, amb una entrada d'aigua natural.